# Large Number Hypothesis
Large Number Hypothesis er inden for kosmologien en hypotese udviklet af Paul Dirac i 1937. Hans hypotese inkluderer bl.a. at den universelle gravitationskonstant er omvendt proportional med universets alder, hvilket giver
{\displaystyle G\propto {\frac {1}{t}}},
hvor G er gravitationskonstanten, og t er universets alder. Et andet postulat er, at summen af masse i universet er omvendt proportional med kvadratet af universets alder:
{\displaystyle M\propto {\frac {1}{t^{2}}}}
Her står M for universets masse.
Hypotesen er ikke blevet eftervist, og den har i dag ikke bred opbakning.
| Fysik | Spire Denne artikel om fysik er en spire som bør udbygges. Du er velkommen til at hjælpe Wikipedia ved at udvide den. |